# 번행초
번행초는 번행초과의 여러해살이풀로 학명은 Tetragonia tetragonioides이다.

## 분포
주로 동남아시아와 남아메리카 등지에 분포한다.

## 특징
풀 전체에 털은 없고 다육질이며, 빽빽하게 낱알 모양의 돌기가 있다. 줄기의 기부는 지상으로 뻗어나가고, 윗부분은 많이 분지하며 길이 40-80cm이다. 잎은 1-2cm의 자루가 있고 어긋나며, 달걀 모양의 삼각형이고 두껍다. 여름부터 가을에 걸쳐 잎겨드랑이에 꽃자루가 매우 짧은 1-2개의 꽃이 핀다. 열매는 견과이고 거꿀달걀 모양이며 윗부분에 4-5개의 돌기가 있고, 속에 여러 개의 씨를 가지고 있으나 벌어지지 않는다. 어린순은 나물로 먹는다.